# 大清邮政津局
大清邮政津局大楼建于1878年，前身为天津海关书信馆，坐落于天津法租界法国路（Avenue de Grand France）和圣路易路（Rue Saint Louis）路口（今和平区解放北路與营口道路口、解放北路103－111号）。该建筑是中国现存唯一的大清邮政郵局局房建筑。目前为天津邮政博物馆，作为天津法租界的重要建筑之一，该建筑同時為天津市文物保护单位與特殊保护等级历史风貌建筑。

## 历史
光緒四年（1878年）3月9日，经清朝政府批准，受直隶总督兼北洋大臣李鸿章和海关总税务司赫德指派，天津海关税务司德璀琳于同月23日在津海新关大公事房内（今天津市和平区营口道2号）创办了天津海关书信館，并开始收寄中外公众邮件，是中国最早出现的邮政机构。同年8月15日，天津海关书信馆發行中国的第一套邮票－大龙邮票。六年（1880年）1月11日天津海关书信馆改名为天津海关拔驷达局，其英文牌匾“CUSTOMS POST OFFICE”悬挂在一层角楼的窗户上。十年（1884年），天津海关拨驷达局迁入此楼办公。二十三年（1897年）2月2日，天津海关拨驷达局正式更名为天津大清邮政局，简称大清邮政津局。原先悬挂的英文牌匾，亦被「大清邮政津局」中文牌匾所取代，旁边还挂有两块外文牌匾，左侧为法文「POSTE IMPERIALE」，右侧为英文「TIENTSIN POST OFFICE」。三十二年（1906年），清政府设立邮传部。宣統三年（1911年），邮传部接管邮政，邮政从此脱离海关，成为独立的系统。
中華民國元年（1912年）1月1日，中华民国成立。大清邮政改称中华邮政，天津大清邮政局改称直隶邮务管理局，直至四年（1915年）8月迁出。法國商人欧爱叶于在天津成立天津仪品放款公司后，直隶邮务管理局旧址成了天津仪品放款公司的财产直至三十八年（1949年）。
中华人民共和国成立后，该建筑委托天津市人民政府代管，产权属比利时王國。1984年，天津市人民政府拨款对其进行整修。该建筑于1997年6月2日被天津市人民政府列为天津市文物保护单位。2000年5月，天津市邮政管理局决定购置其产权，建立天津邮政博物馆，并分别向天津市人民政府與中华人民共和国国家邮政局做出请示。2000年8月，中华人民共和国国家邮政局下发批复，对该建筑文物价值给予高度评价，明确支持建立天津邮政博物馆。2001年5月，时任天津市副市长王德惠就建立天津邮政博物馆所涉及的房屋产权事项提出过渡方案。2001年12月28日，天津市人民政府与天津市化輕貿易有限公司签订协议，将该建筑的使用权有偿转让给天津市邮政局。2005年8月31日，被天津市人民政府列为特殊保护等级历史风貌建筑。2008年，天津大清邮政局大楼为迎接2008年夏季奧林匹克運動會进行再次整修。2010年3月，天津市邮政公司对其进行整体加固装修。2010年10月9日，天津邮政博物馆在天津大清邮政局旧址落成开馆。该建筑作为近代邮政的发祥地，中国第一个邮政代办机构、第一部邮政规章、第一条邮路、第一张邮政资费表、第一套邮票等均诞生在这里。

## 建筑特点
大清邮政津局大楼为砖木结构二层楼房和地下室，占地一亩六分七厘〔约1300平方米〕。建筑平面呈L形，外立面采用清一色的中国青砖砌筑并配有精美砖雕和拱形门窗，立柱采用罗马券柱式设计，扁券门窗加壁柱的连续使用使整个建筑具有较强的韵律感。窗间墙采用精细的青砖雕饰，以中国传统的砖雕技术雕刻西洋的古典花饰如毛茛草叶、甘菊花、珠饰等。在建筑南端拐角处设有一座八角楼，是整个建筑的点睛之笔。是一座欧洲古典主义建筑风格和中国传统砖雕工艺相结合的仿罗马式建筑物。

## 天津邮政博物馆
2010年10月9日，天津邮政博物馆在大清邮政津局旧址落成开馆。天津邮政博物馆的展览面积为1500平方米，分四个板块：序厅、邮驿与其他通信组织厅、邮政厅和集邮厅。展示内容时间跨度分为五个阶段：古代邮驿时期、近代邮政创办时期、大清邮政时期、中华邮政时期和人民邮政时期。馆藏包括秦汉时期的“车辙石”、唐代的“砖画”、大龙邮票、大龙邮票实寄封、“总理衙门”实寄封、德璀琳家书实寄封合中华邮政“运邮马车”等文物。范曾为天津邮政博物馆题写了馆名。